# 115 Thyra
115 Thyra è un piccolo e brillante asteroide della Fascia principale.
Thyra fu scoperto il 6 agosto 1871 da James Craig Watson al Detroit Observatory dell'università del Michigan (USA) ad Ann Arbor. Fu battezzato così in onore della regina Thyra, moglie di Gorm il Vecchio, sovrani di Danimarca.